# Zvonimir Janko
Zvonimir Janko (Bjelovar, 26. srpnja 1932. – Heidelberg, 12. travnja 2022.) bio je hrvatski matematičar. Bavio se teorijom konačnih grupa. Njegovo ime eponim je za Jankove grupe, sporadične jednostavne grupe.
Osnovnu školu i gimnaziju pohađao je u rodnom Bjelovaru. Na Prirodoslovno-matematičkom fakultetu Sveučilišta u Zagrebu diplomirao je matematiku 1956. godine. Za vrijeme studija bio je na dvije godine isključen sa Sveučilišta pod optužbom za hrvatski nacionalizam jer je bio u grupi studenata koji su položili vijenac na grob Ante Starčevića u Šestinama. Za vrijeme doktorskih studija radi u Hercegovini na Širokom Brijegu gdje do 1961. godine predaje fiziku u srednjoj školi. Nakon doktorata, ne mogavši naći zaposlenje u Jugoslaviji, odlazi raditi u Australiju (1962. – 1968.). U akademskoj godini 1968./1969. gostujući je znanstvenik na Institutu za napredne studije u Princetonu, potom redoviti profesor na Državnom sveučilištu u Columbusu u Ohiou, a 1972. godine postaje profesorom na sveučilištu u Heidelbergu u Njemačkoj, i emeritus nakon umirovljenja 2000. godine. 
Konstruirao je grupu J1 1965. godine. U isto vrijeme predvidio je postojanje grupa J2 i J3. Godine 1976. predložio je postojanje grupe J4. Poslije se pokazalo da postoje sve tri grupe koje je Janko predvidio.
Bio je dopisni član Hrvatske akademije znanosti i umjetnosti, razreda za matematičke, fizičke i kemijske znanosti od 3. prosinca 1992. godine.

## Vanjske poveznice
- Mathematics Genealogy Project Zvonimir Janko
- [neaktivna poveznica] Zvonimir Janko